# Уравнения Аппеля
В классической механике уравне́ния Аппе́ля рассматривают как альтернативную формулировку общих уравнений движения, предложенных Ньютоном. Выписаны Полем Аппелем в 1900
.
Несмотря на то, что эти уравнения полностью эквивалентны уравнениям, получаемым из законов Ньютона и принципа наименьшего действия, уравнения Аппеля в ряде случаев оказываются более удобными, в частности, в случае, когда система стеснена механическими связями.

## Формулировка
Пусть задана механическая система из {\displaystyle N} материальных точек с массами {\displaystyle m_{1},m_{2},\dots ,m_{N}}, на которые наложены геометрические (1) и линейные кинематические (2) связи:
(1) {\displaystyle f_{\alpha }(\mathbf {r} _{1},...,\mathbf {r} _{N},t)=0,\quad \alpha =1,...,d}
(2) {\displaystyle \sum _{\nu =1}^{N}\mathbf {A} _{\beta \nu }(\mathbf {r} _{1},...,\mathbf {r} _{N},t)\cdot \mathbf {\dot {r}} _{\nu }+A_{\beta }(\mathbf {r} _{1},...,\mathbf {r} _{N},t)=0,\quad \beta =1,...,g}
Требуется описать движение системы, если известны активные силы {\displaystyle \mathbf {F} _{1},...,\mathbf {F} _{N}} (силы, действующие на каждую точку, зависят от времени, расположения всех точек и их скоростей), и известно начальное состояние системы (положение и скорости всех точек в начальный момент времени).
Одно из важнейших предположений о механической системе, необходимое для справедливости уравнений Аппеля, состоит в том, что возникающие реакции связей предполагаются идеальными, то есть суммарно не производящими работы на любом виртуальном перемещении точек системы.
В случае голономной системы, когда кинематические связи отсутствуют или интегрируемы (то есть сводятся к геометрическим связям), уравнения Аппеля имеют вид:
(3) {\displaystyle {\frac {\partial S}{\partial {\ddot {q}}_{k}}}=G_{k},\quad k=1,...,n}
где
{\displaystyle n=3N-d} — число геометрических степеней свободы системы;
{\displaystyle q_{1},...,q_{n}} — произвольная система независимых между собой обобщённых координат, параметризующих пространство возможных геометрических положений системы во всякий момент времени (таким образом, использование этих координат полностью учитывает геометрические связи, наложенные на систему);
{\displaystyle G_{1},...,G_{n}} — «обобщенные силы» — коэффициенты в разложении элементарной работы активных сил на произвольном виртуальном перемещении {\displaystyle \delta \mathbf {r} =(\delta \mathbf {r} _{1},...,\delta \mathbf {r} _{N})}:
{\displaystyle \delta A=\mathbf {F} _{1}\delta \mathbf {r} _{1}+\ldots +\mathbf {F} _{N}\delta \mathbf {r} _{N}=G_{1}\delta q_{1}+\ldots +G_{n}\delta q_{n}}
(4) {\displaystyle S={\frac {1}{2}}\sum _{\nu =1}^{N}m_{\nu }\mathbf {\ddot {r}} _{\nu }^{2}} — так называемая «энергия ускорений», в формуле (3) величина {\displaystyle S} — функция времени, обобщённых координат и их производных 1-го и 2-го порядков.
В неголономном случае уравнения Аппеля имеют практически тот же самый вид (3), однако в этом случае в формулах участвуют не обобщённые координаты, а псевдокоординаты, которые вводятся следующим образом:
(5) {\displaystyle {\dot {\pi }}_{k}=\sum _{i=1}^{n}\lambda _{ik}{\dot {q}}_{i}+\lambda _{k},\quad k=1,...,n-g}.
В этих обозначениях точка сверху над именем переменной {\displaystyle \pi _{k}} не обозначает операцию дифференцирования по времени, а составляет часть единого имени переменной. Переменной {\displaystyle \pi _{k}}, производная которой по времени совпадала бы с написанным выражением для любых путей движения системы, может не существовать, поэтому о ней говорят как о псевдопеременной (или о псевдокоординате). Во все дальнейшие формулы будут входить либо её производные (как минимум первого порядка), либо дифференциалы, поэтому её псевдо-сущность никак не проявится.
Коэффициенты {\displaystyle \lambda _{ik}} и {\displaystyle \lambda _{i}} могут зависеть от времени и координат точек. Кроме того, они должны удовлетворять условию, чтобы определитель матрицы коэффициентов при переменных {\displaystyle {\dot {q}}_{i}} в линейной системе, образованной уравнениями (5) и (2) (записанных в обобщённых координатах), не обращался бы в ноль.
В случае неголономной системы уравнения Аппеля имеют вид:
(6) {\displaystyle {\frac {\partial S}{\partial {\ddot {\pi }}_{k}}}=G_{k},\quad k=1,...,n-g}
где
{\displaystyle n=3N-d} — число геометрических степеней свободы системы;
{\displaystyle \pi _{1},...,\pi _{n-g}} — система псевдокоординат;
{\displaystyle G_{1},...,G_{n-g}} — «обобщенные силы» — коэффициенты в разложении элементарной работы активных сил: {\displaystyle \delta A=G_{1}\delta \pi _{1}+\ldots +G_{n}\delta \pi _{n-g}};
функция S — та же, что в (4), но выраженная через переменные {\displaystyle t,q_{1},...,q_{n},{\dot {\pi }}_{1},...,{\dot {\pi }}_{n-g},{\ddot {\pi }}_{1},...,{\ddot {\pi }}_{n-g}} (в обозначениях переменных {\displaystyle {\ddot {\pi }}_{i}} только одна из точек — производная по времени!).
Чтобы получить полную систему уравнений движения системы, к уравнениям Аппеля (6) необходимо добавить уравнения кинематических связей (2) и формулы псевдокоординат (5).

### Публикации П. Аппеля по данному вопросу
- PDF copy of Appell’s article at Goettingen University
- PDF copy of a second article on Appell’s equations and Gauss’s principle